# Exocentrus saleyerianus
Exocentrus saleyerianus är en skalbaggsart som beskrevs av Stefan von Breuning 1957. Exocentrus saleyerianus ingår i släktet Exocentrus och familjen långhorningar.
Artens utbredningsområde är Sulawesi. Inga underarter finns listade i Catalogue of Life.